# Segunda Categoría del Guayas 2001
El Campeonato Provincial de Segunda Categoría de Guayas 2001 es un torneo de fútbol en Ecuador en el cual compiten equipos de la provincia de Guayas. El torneo es organizado por la Asociación de Fútbol del Guayas (AsoGuayas) y es avalado por la Federación Ecuatoriana de Fútbol. El torneo inició el 7 de abril de 2001. 
Participan 16 clubes de fútbol que disputarán la clasificación al torneo nacional de segunda categoría, que a su vez les dará la oportunidad de ascender a la Serie B para el siguiente año. El torneo consta de dos etapas regulares más una liguilla final.

## Equipos participantes
Participan la mayoría de los clubes de fútbol que estén afiliados a la Asociación de Fútbol del Guayas. En total participan un total de 16 equipos en la primera etapa, de los cuales 6 llegarán a la segunda etapa, de la cual saldrá el campeón.
| Equipos participantes  | Equipos participantes | Equipos participantes |
| ---------------------- | --------------------- | --------------------- |
| 9 de Octubre           | Atlético Daule        | A.D. Naval            |
| Calvi                  | Carlos Borbor         | Don Café              |
| Estudiantes del Guayas | Everest               | L.D. Estudiantil      |
| Liga de Guayaquil      | Milagro S.C.          | Norte América         |
| Panamá                 | Patria                | Rocafuerte F.C.       |
| Salesianos             |                       |                       |

## Resultados
Los horarios corresponden a la hora de Ecuador (UTC-5)

### Primera fase

#### Grupo A
| Equipo                 | Pts | PJ | PG | PE | PP | GF | GC | Dif |
| ---------------------- | --- | -- | -- | -- | -- | -- | -- | --- |
| Rocafuerte F.C.        | 29  | 13 | 9  | 2  | 2  | 40 | 8  | 32  |
| 9 de Octubre           | 27  | 13 | 8  | 3  | 2  | 67 | 14 | 53  |
| Panamá                 | 27  | 12 | 8  | 3  | 1  | 42 | 8  | 34  |
| L.D. Estudiantil       | 23  | 13 | 7  | 2  | 4  | 27 | 22 | 5   |
| A.D. Naval             | 21  | 13 | 7  | 0  | 6  | 30 | 15 | 15  |
| Norte América          | 15  | 13 | 5  | 0  | 8  | 24 | 45 | -21 |
| Don Café               | 4   | 13 | 1  | 1  | 11 | 11 | 63 | -52 |
| Estudiantes del Guayas | 4   | 14 | 1  | 1  | 12 | 10 | 76 | -66 |

#### Grupo B
| Equipo            | Pts | PJ | PG | PE | PP | GF | GC | Dif |
| ----------------- | --- | -- | -- | -- | -- | -- | -- | --- |
| Milagro S.C.      | 32  | 14 | 10 | 2  | 2  | 39 | 19 | 20  |
| Calvi             | 25  | 14 | 8  | 1  | 5  | 37 | 23 | 14  |
| Atlético Daule    | 25  | 14 | 8  | 1  | 5  | 24 | 18 | 6   |
| Patria            | 25  | 14 | 7  | 4  | 3  | 24 | 19 | 5   |
| Salesianos        | 19  | 14 | 6  | 1  | 7  | 24 | 27 | -3  |
| Carlos Borbor     | 16  | 14 | 5  | 1  | 8  | 28 | 30 | -2  |
| Everest           | 10  | 14 | 3  | 1  | 10 | 13 | 38 | -25 |
| Liga de Guayaquil | 9   | 14 | 2  | 3  | 9  | 18 | 33 | -15 |

### Segunda fase

#### Liguilla
| Equipo          | Pts | PJ | PG | PE | PP | GF | GC | Dif |
| --------------- | --- | -- | -- | -- | -- | -- | -- | --- |
| Panamá          | 21  | 10 | 6  | 3  | 1  | 20 | 6  | 14  |
| 9 de Octubre    | 18  | 10 | 5  | 3  | 2  | 28 | 13 | 15  |
| Milagro S.C.    | 18  | 10 | 5  | 3  | 2  | 22 | 14 | 8   |
| Rocafuerte F.C. | 17  | 10 | 4  | 5  | 1  | 15 | 7  | 8   |
| Calvi           | 4   | 10 | 1  | 1  | 8  | 6  | 23 | -17 |
| Atlético Daule  | 4   | 10 | 1  | 1  | 8  | 10 | 38 | -28 |